# Zarnaq
Zarnaq (persiska: زرنق, زَرَق, زِرنَ, زَرنا) är en ort i Iran.   Den ligger i provinsen Östazarbaijan, i den nordvästra delen av landet, 500 km nordväst om huvudstaden Teheran. Zarnaq ligger 1 594 meter över havet och antalet invånare är 4 766.
Terrängen runt Zarnaq är platt åt sydväst, men åt nordost är den kuperad. Runt Zarnaq är det ganska glesbefolkat, med 35 invånare per kvadratkilometer. Närmaste större samhälle är Herīs, 17,7 km norr om Zarnaq. Trakten runt Zarnaq består i huvudsak av gräsmarker.